# Liegenschaft
Liegenschaft (nieruchomość) – posiadłość rolna w Generalnym Gubernatorstwie administrowana przez niemieckiego pełnomocnika (niem. Treuhänder).